# Margaret Degidio Murphy
Margaret Degidio Murphy (née le 7 décembre 1961 à Cranston au Rhode Island) est une entraîneuse de hockey sur glace féminin. Elle était l'entraîneuse-chef de l'équipe de hockey sur glace féminin de l'Université Cornell entre 1989 et 2012 et l'entraîneuse-chef des Blades de Boston entre 2012 et 2015.

## Biographie
Le 6 mars 2017, l'HC Red Star Kunlun, la première franchise de hockey sur glace féminin professionnel en Chine, a nommé Murphy son entraîneuse-chef.

### Trophées et honneurs personnels
- Joueuse de l'année de l'Ivy League (1981)[3]
- Championnat du monde de hockey sur glace féminin (1982)[4]
- Temple de la renommée sportive de l'Université Cornell (1994)[3]
- Entraîneuse de l'année de la LCHF (2013)[5]